# Ivan Kreft (diplomat)
Ivan Kreft, slovenski publicist in diplomat, * 20. december 1906, Radgona, † 31. maj 1985, Ljubljana.

## Življenje
Odraščal je v Vidmu ob Ščavnici. Tehniko je študiral v Ljubljani, Gradcu in Dresdenu.

## Delo
Organiziral je dopisniško mrežo časopisa Ljudska pravica. Bil je prostovoljec v španski republikanski armadi. Do kapitulacije Italije je deloval v NOB v Dalmaciji, do osvoboditve pa v Bariju. Po vojni je bil diplomat v Sofiji, vodja delegacije restitucijske komisije na Dunaju in poslanec. Zavzemal se je za napredek elektrifikacije.